# آنتیگونه (فیلم)
«آنتیگونه» (انگلیسی: Antigone (film)) یک فیلم است که در سال ۱۹۶۱ منتشر شد. از بازیگران آن می‌توان به ایرنه پاپاس و مأنوس کاتراکیس اشاره کرد.